# Supercoppa italiana 1997
La Supercoppa italiana 1997 è stata la 10ª edizione della competizione, disputata il 23 agosto 1997 allo stadio delle Alpi di Torino. La finale è stata disputata tra la Juventus, vincitrice della Serie A 1996-1997, e il Vicenza, detentore della Coppa Italia 1996-1997.
A conquistare il titolo è stata la Juventus, che si è imposta per 3-0 con una doppietta di Filippo Inzaghi e un gol di Antonio Conte.

## Partecipanti
| Squadre  | Qualificazione                         | Partecipazioni precedenti (il grassetto indica la vittoria) |
| -------- | -------------------------------------- | ----------------------------------------------------------- |
| Juventus | Vincitore della Serie A 1996-1997      | 2 (1990, 1995)                                              |
| Vicenza  | Vincitore della Coppa Italia 1996-1997 | Nessuna                                                     |

## La partita

Filippo Inzaghi, all'esordio in maglia juventina e protagonista della finale con la doppietta d'apertura.

Allo stadio delle Alpi di Torino, agli ordini dell'arbitro Livio Bazzoli, scendono in campo i padroni di casa della Juventus – che godono dei favori del pronostico –, nei classici colori bianconeri, e il Vicenza, nell'occasione in un completo di cortesia blu, per la gara che segna l'inizio ufficiale della stagione calcistica italiana.
Il tecnico juventino Marcello Lippi, pur mandando in campo dal primo minuto due neoacquisti, il terzino Birindelli e l'attaccante Filippo Inzaghi – quest'ultimo capocannoniere uscente e nuovo partner del numero dieci Del Piero –, si affida per il resto a nomi già rodati; più ricco di novità appare l'undici approntato dall'allenatore biancorosso Francesco Guidolin – sono ben sette i volti nuovi arrivati dal calciomercato –, in cui l'ex piacentino Luiso ricopre il ruolo di unica punta, supportato unicamente dalle saltuarie incursioni offensive di Baronio.
Nel primo tempo, il centrocampo a cinque predisposto da Guidolin – il capitano Di Carlo davanti alla difesa, gli uomini di fascia Ambrosetti e Schenardi, il centrale Ambrosini e il summenzionato Baronio –, riesce a imbrigliare abbastanza efficacemente le trame dei torinesi; la compagine berica, esibendo un «elegante e moderno catenaccio» che la porta a difendersi, a tratti, anche con sette elementi, riesce così a sopperire all'inevitabile mancato affiatamento dettato dal profondo rinnovamento della propria rosa.
La Juventus, per questo chiamata a fare la partita, in questa fase patisce la mancanza di spazi soprattutto in avanti nonché la spenta verve del suo fantasista Zidane, apparso ancora imballato dalla preparazione estiva. Ne esce una frazione di gioco noiosa e senza sussulti, coi portieri pressoché inoperosi e le formazioni che vanno all'intervallo a reti inviolate.

Da sinistra: lo juventino Alessandro Birindelli e il vicentino Roberto Baronio, due tra i volti nuovi all'esordio, nel corso della finale.

All'opposto si rivela il secondo tempo, con gli ospiti che alla distanza palesano limiti tecnici e soprattutto atletici, sicché i bianconeri legittimano le previsioni della vigilia già in avvio di frazione, ipotecando il trofeo grazie a una doppietta di Inzaghi: l'ex atalantino trova il primo gol dopo quattro minuti dalla ripresa, su un cross dalla sinistra di Pessotto, dapprima deviando il pallone sul palo e, dopo la susseguente goffa respinta dell'estremo difensore vicentino Brivio, anticipando tutti in tap-in; al 55' arriva il raddoppio e sempre su un traversone dalla stessa fascia, stavolta ad opera del capitano Conte, sul quale il numero nove juventino, eludendo la marcatura di un Coco apparso non esente da colpe, mette in rete con una girata al volo da dentro l'area piccola.
L'incontro si chiude di fatto qui, col Vicenza incapace di una reazione concreta, e che tornerà in Veneto senza avere effettuato conclusioni nello specchio di Peruzzi. Da qui al termine c'è spazio solo per il terzo e definitivo gol dei piemontesi, realizzato da Conte a dieci giri di lancetta dal triplice fischio, con un tiro al volo d'esterno destro dalla lunetta dell'area di rigore: una rete significativa per il centrocampista salentino, nell'occasione al rientro dopo un grave infortunio che l'aveva tenuto per undici mesi lontano dai campi.
Proprio Conte, a fine gara, solleva la seconda Supercoppa italiana nella storia del club bianconero.

## Tabellino
| Arbitro: | Bazzoli (Merano) |

|                            |           |  |
| Inzaghi 49’, 55’ Conte 80’ | Marcatori |  |

| Juventus | Vicenza |

### Formazioni
| Juventus:       |    |                       |             |     |
|                 |    |                       |             |     |
| P               | 1  | Angelo Peruzzi        |             |     |
| D               | 15 | Alessandro Birindelli |             |     |
| D               | 2  | Ciro Ferrara          |             |     |
| D               | 4  | Paolo Montero         |             |     |
| D               | 22 | Gianluca Pessotto     |             |     |
| C               | 8  | Antonio Conte (c)     |             |     |
| C               | 14 | Didier Deschamps      |             | 81’ |
| C               | 7  | Angelo Di Livio       |             |     |
| C               | 21 | Zinédine Zidane       |             | 66’ |
| A               | 9  | Filippo Inzaghi       | Ammonizione |     |
| A               | 10 | Alessandro Del Piero  |             | 66’ |
| A disposizione: |    |                       |             |     |
| P               | 12 | Michelangelo Rampulla |             |     |
| D               | 6  | Dimas Teixeira        |             |     |
| D               | 23 | Marco Zamboni         |             |     |
| C               | 5  | Fabio Pecchia         |             | 66’ |
| C               | 20 | Alessio Tacchinardi   |             | 81’ |
| A               | 11 | Michele Padovano      | Ammonizione | 66’ |
| A               | 16 | Nicola Amoruso        |             |     |
| Allenatore:     |    |                       |             |     |
| Marcello Lippi  |    |                       |             |     |

| Vicenza:           |    |                       |             |     |
|                    |    |                       |             |     |
| P                  | 22 | Pierluigi Brivio      |             |     |
| D                  | 10 | Fabio Viviani         |             |     |
| D                  | 21 | Lorenzo Stovini       | Ammonizione |     |
| D                  | 24 | Ricardo Canals        |             |     |
| D                  | 3  | Francesco Coco        |             |     |
| C                  | 7  | Marco Schenardi       |             |     |
| C                  | 4  | Domenico Di Carlo (c) |             |     |
| C                  | 6  | Roberto Baronio       |             | 69’ |
| C                  | 15 | Massimo Ambrosini     |             |     |
| C                  | 23 | Gabriele Ambrosetti   |             | 61’ |
| A                  | 9  | Pasquale Luiso        |             | 75’ |
| A disposizione:    |    |                       |             |     |
| P                  | 1  | Luca Mondini          |             |     |
| C                  | 13 | Fabio Firmani         |             |     |
| C                  | 14 | Lamberto Zauli        |             | 69’ |
| C                  | 16 | Massimo Beghetto      |             | 61’ |
| A                  | 11 | Alessandro Iannuzzi   |             |     |
| A                  | 19 | Marcelo Otero         |             | 75’ |
| A                  | 20 | Arturo Di Napoli      |             |     |
| Allenatore:        |    |                       |             |     |
| Francesco Guidolin |    |                       |             |     |